# San Pedro de Atacama
San Pedro de Atacama is een gemeente in de Chileense provincie El Loa in de regio Antofagasta. San Pedro de Atacama telde 10.996 inwoners in 2017 en heeft een oppervlakte van 23.439 km².
De stad is gebouwd rondom een oase in de Atacama-woestijn. San Pedro de Atacama ligt op een plateau op 2.500 meter boven zeeniveau.

## Cultuur

### Bezienswaardigheden
Tegenwoordig vormt het toerisme een voorname bron van inkomsten. Het is een toeristisch trekpleister omdat het een van de droogste plekken op aarde is met bijzondere ecosystemen. Enkele trekpleisters zijn:
- Nationaal natuurreservaat Los Flamencos, met onder andere;
  - De Salar de Atacama, het grootste zoutmeer van het land
  - De Valle de la Luna (Maanvallei)

- De geisers van El Tatio
- De Atacama-zoutvlakten
- De Dodenvallei
- De Licancabur-vulkaan

## Galerij

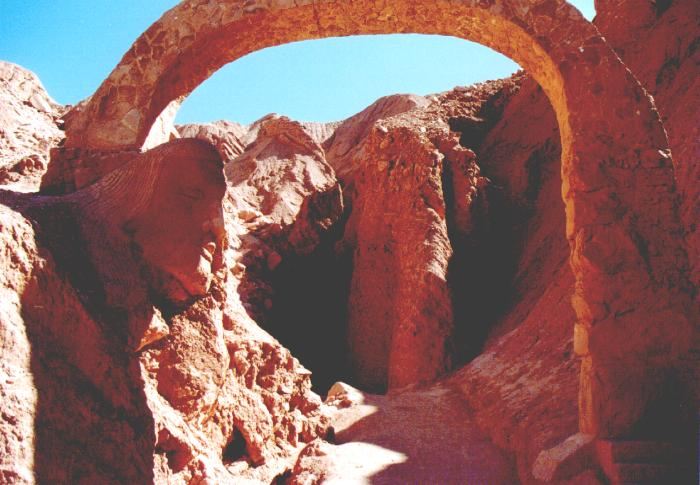
Opgravingen bij San Pedro de Atacama
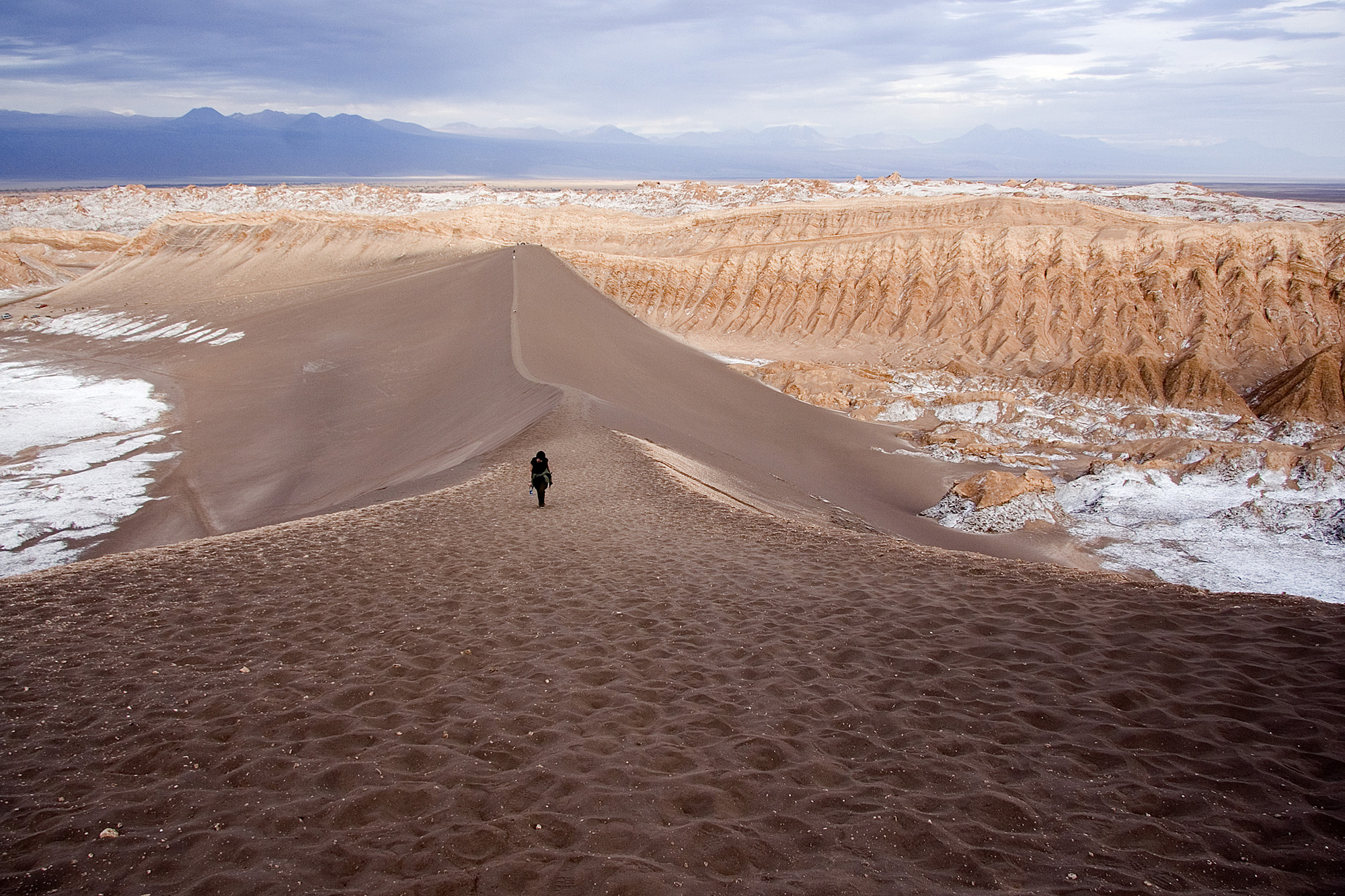
De Maanvallei